# Дечије позориште „Црвенкапа”
| Дечије позориште „Црвенкапа” |                                                                              |
|                              |                                                                              |
| Оснивач:                     | Центар за културне делатности туризам и библиотекарство општине Владичин Хан |
| Седиште:                     | Владичин Хан, Србија                                                         |
| Руководилац:                 | Драгана Филиповић                                                            |
| Веб презентација             |                                                                              |

Дечије позориште „Црвенкапа” основано је 2004. године у Владичином Хану у коме се позоришна традиција неговала педесет година уназад. Позориште ради у оквиру Центра за културне делатности туризам и библиотекарство општине Владичин Хан.
Основано је ангажовањем Драгане Филиповић и Милована Микија Илића, двоје ентузијаста који су са много труда и воље, а мало пара за двадест година рада, извели преко 70 премијера, чија тема су биле познате бајке, тако да је то постало традиција и препознатљив стил овог позоришта.
Позориште негује своје обележје од самог почетка интрепертирање познатих бајки, класична музика, раскошни костими, стилизована поједностављена сценографија и много радости. Окупља велики број деце у две групе и то узраста од пет до десет година и од једанаест до четрнаест година.
Наступали су на многим позоришним фестивалима, попут Међународног фестивала ДОПС у Јагодини, Републичког фестивала дечије сцене и разних регионалних локалних фестивала. Освојили су велики број награда и то: награде за најбољу режију, сценографију, за педагошки рад, музику, костиме, најбољу мушку и женску улогу, најбоље споредне улоге, допринос за развој драмског стваралаштва и др... Тако да је за двадесет година рада ово позориште освојило је преко 200 диплома, односно награда.
Делатност овог позоришта није искључиво сценска, него се негују маскенбали, дечје модне ревије, ускршњи сусрети деце и други садржаји који негују стваралаштво и подстичу инспирацију код деце која су чланови позоришта.
Због велике заинтересованости деце за чланство у овом позоришту, позориште има светлу будућност не само у интрепертирању познатих бајки, већ и адаптирњу разних других драмских дела која би се са већ однегованим стилом, који се огледа у класичној музици могле бити веома значајне интерпретације на позоришној сцени не само на Југу Србије већ и целе државе.